# San Carlos (Cojedes)
San Carlos ist die Hauptstadt des venezolanischen Bundesstaates Cojedes und hat mehr als 80.000 Einwohner. Ihr vollständiger Name lautet „San Carlos de Austria“. San Carlos ist gleichzeitig Sitz des Bezirks (Municipio) Ezequiel Zamora.
Die Stadt liegt am Nordrand der südwestlichen Ebene Venezuelas am Fuße der Andenausläufer. Eine Straße verbindet sie mit Guanare im Südwesten, Valencia im Norden und Barquisimeto im Nordwesten.
Der Mönch Capuchino Fray Pedro de Berja gründete die Stadt am 27. April 1678.
Der Bürgermeister des Bezirks San Carlos, José Jesús Betancourt Sanoja, wurde im Oktober 2004 mit 52 % der Stimmen wiedergewählt.
Die Rennstrecke von San Carlos in der Nähe der Stadt beherbergte zwischen 1977 und 1979 den Großen Preis von Venezuela im Rahmen der FIM-Motorrad-Straßenweltmeisterschaft sowie 1976 einen Lauf zur Formel-750-Weltmeisterschaft.

## Söhne und Töchter der Stadt
- Igor Hernández (* 1977), Beachvolleyballspieler